# Deputace
Deputace (z lat.) je poselstvo, skupina mluvčích, kterou si ze svého středu vyvolí nějaká skupina, aby jejím jménem přednesla určitou prosbu či žádost.
Historicky šlo o deputace zemských sněmů a parlamentů směrem k panovníkovi, které mu při slavnostních příležitostech odevzdávaly tzv. sněmovní adresu. To mohla být jak ve formě blahopřání, např. k výročí panování, tak politickou reakcí na jeho korunovační řeč či jiný státnický projev, ve které sněm prostřednictvím deputace naznačoval, jak by podle jeho představ měla vypadat panovníkova politika. Kupř. český zemský sněm vyslal deputaci k císaři Františku Josefovi I. v roce 1861, kdy jej žádal, aby se nechal korunovat českým králem.